# 레드 윙스 항공 9268편 추락 사고
레드 윙스 항공 9268편은 레드 윙스 항공 소속 투폴레프 Tu-204 여객기가 2012년 12월 29일 오후 4시쯤 브누코보 국제공항에 착륙하던 도중 활주로가 미끄러워지면서 고속도로에 돌진한 후 추락한 사고이다.

## 사고기 정보
- 사고 항공사: 레드 윙스 항공
- 등록번호: RA-64047
- 기종: 투폴레프 Tu-204
- 탑승자: 승객 0명, 승무원 8명 (사망자: 5명, 생존자: 3명)

## 특징
투폴레프 Tu-204 항공기의 사건 및 사고로는 유일한 사고로 기록되어 있고, 탑승객은 없고 승무원과 조종사, 부조종사 등만 탑승한 상태이며, 탑승한 승객은 단 1명도 없다.

## 같이 보기
- TAM 항공 3054편 활주로 이탈 사고